# Golemi mamutovac
Golemi mamutovac (lat. Sequoiadendron giganteum) jedina je vrsta iz roda Sequoiadendron porodice Cupressaceae. On je najstarija, iznimno dugovječna, najviša (prosječne visine 50–85 m) vrsta drveća koja (uz prosječni promjer stabla 6-8 m) ima i najveći volumen. Najstarije živo drvo staro je 3266 godina. Od njega su stariji samo pravi tisućljetni bor (lat. Pinus longeava) i patagonski trolist (lat. Fitzroya cupressoides). Može narasti do 105 metara visine.

## Izgled
Kora je crveno-smeđe boje, debela, vlaknasta i toliko mekana da se može probiti šakom bez ozljeđivanja. S vremenom kora tamni i dobiva brazde. Drvo je slabo iskoristivo u građevinske svrhe. Ima tamnoplavo ili zeleno igličasto lišće dugo od 3 do 6 mm. Češeri su smeđi i jajoliki, 5-8 cm dugi, vise na dugim stapkama. Cvjeta u veljači i ožujku. Počinje plodonositi u starosti od oko 125 godina, najbolje rodi pri starosti 200 i više godina. Odraslo stablo je zbog debele kore otporno na šumske požare. 

## Rasprostranjenost
Danas prirodno raste u Kaliforniji, na zapadnim padinama Sierra Nevade. U ledenom dobu rastao je na puno većim prostorima sjeverne polutke. Otkriven je u Europi u fosilnim slojevima lignita. Najveće stablo golemog mamutovca zove se "General Sherman" i nalazi se u Nacionalnom parku Sequoia u Kaliforniji, volumen mu je 1487 m3, a visina 83 m.

## Uzgoj
Golemi mamutovci sadili su se u Europi od druge polovice 19. stoljeća kao ukrasno drveće, no stabla su znatno manja od američkih. Prvo stablo golemog mamutovca u Hrvatskoj posadio je dr. Ivan Malin 1862. godine u Zagrebu (Malinov park, Nemetova ulica). To je samo 9 godina nakon što je posađen prvi golemi mamutovac u Europi.

## Galerija
- Stablo "General Sherman"
- Avenija golemih mamutovaca u Škotskoj.
- Iglice s češerom
- Češeri

## Vanjske poveznice
|  | Zajednički poslužitelj ima stranicu o temi Sequoiadendron giganteum    |
|  | Zajednički poslužitelj ima još gradiva o temi Sequoiadendron giganteum |
|  | Wikivrste imaju podatke o taksonu Sequoiadendron giganteum             |